# Adeang Deireragea
Adeang Deireragea – nauruański polityk, członek Lokalnej Rady Samorządowej Nauru w latach 50. XX wieku. Reprezentant okręgu wyborczego Anabar.